# Вулвіч (станція)
51°29′30″ пн. ш. 0°04′19″ сх. д. / 51.491577777778° пн. ш. 0.071819444444444° сх. д.
Вулвіч (англ. Woolwich) — залізнична станція Elizabeth line у Вулвічі, Лондон, Англія, 4-та тарифна зона. 
Відкрита 24 травня 2022 року

має трафік до 12 поїздів на годину до Кенері-Ворф і Центрального Лондона. 

## Пересадки
- станція Вулвіч-Арсенал, National Rail і DLR;
- річкові автобуси Thames Clippers;
- автобуси 53, 54, 96, 99, 122, 161, 177, 180, 244, 291, 301, 380, 422, 469, 472 та N1, N53;

## Операції
| Попередня станція         | Лінія | Лінія                    | Лінія | Наступна станція |
| ------------------------- | ----- | ------------------------ | ----- | ---------------- |
| Кастем-хаус до Паддінгтон |       | Crossrail Elizabeth line |       | Аббі-вуд Кінцева |